# Bernhard von Meschede
Bernhard von Meschede (* im 15. Jahrhundert; † 10. November 1503) war ein römisch-katholischer Geistlicher und Domdechant in Münster.

## Leben
Bernhard von Meschede entstammte dem westfälischen Adelsgeschlecht von Meschede und war der Sohn des Gottfried von Meschede zu Alme (1380–1466) und dessen Gemahlin Regula von Ense. Sein Bruder Kracht war in den Jahren 1442 bis 1454 münsterscher Domherr. Sein Großneffe Dietrich übte das Amt des Domherrn zu Münster von 1512 bis 1545 aus.
Nach seiner Weihe zum Priester ist Bernhard als Domherr erstmals am 25. Februar 1454 nachweisbar. 1463 war er Archidiakon zu Altlünen und später auch in Bocholt. In den Jahren 1467 bis 1485 hatte er das Amt des Dombursars inne. In dieser Funktion oblag ihm die Leitung des Wirtschaftsbetriebes im Domkapitel. Ab 1486 war er als Domscholaster Leiter der Domschule. Seit dem Spätsommer 1494 war Bernhard Domdechant. Damit oblag ihm die Leitung des Domkapitels. Bernhard war auch Mitglied des Domkalands. Im Dom zu Münster befindet sich das Epitaph für ihn und seinen Bruder Kracht.